# Ikata
Ikata (伊方町?) è una cittadina giapponese della prefettura di Ehime.